# Parque de Tsinandali
El Parque de Tsinandali o complejo de bienes de Aleksandre Chavchavadze (en idioma georgiano: წინანდლის პარკი) es un monumento arquitectónico e histórico en el pueblo de Tsinandali del municipio de Telavi a unos 80 km de Tiflis en Georgia. Se compone de un palacio, una bodega de vinos, y casas de madera de mora, refrigeradores, lavaderos, edificios de iglesias, residencias gubernamentales, parques y murallas. El complejo de la finca Alexandre Chavchavadze fue aprobado por el decreto del Presidente de Georgia en 2006, bajo la categoría de monumentos culturales inamovibles de importancia nacional de Georgia.

## Historia

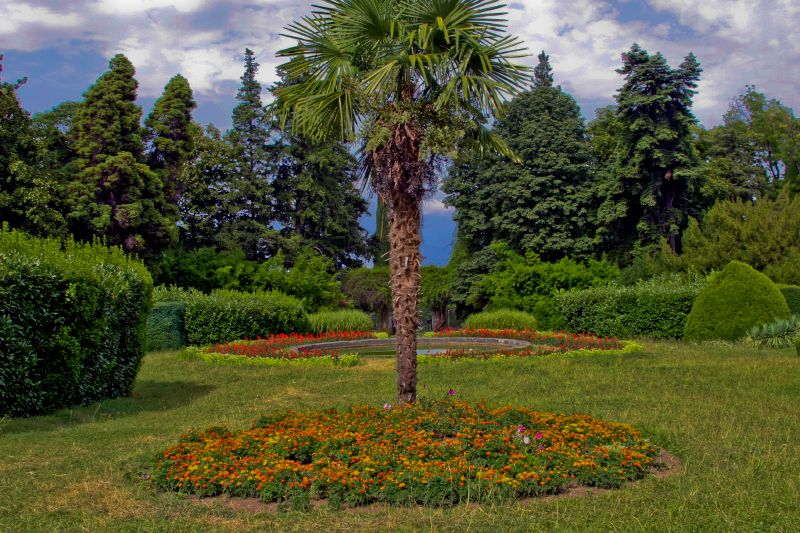
Parque de Tsinandali.

La historia del complejo de Tsinandali Chavchavadze se inicia en el siglo XVII cuando Heraclio II de Kartli-Kajetia reasentó a los antepasados de los Chavchavadz en la aldea de Chavchavadze, para fortalecer la aldea. En 1680 se instalaron en Tsinandali, luego el rey Teimuraz les otorgó el título de «pequeño príncipe». En 1797, Heraclio II de Kartli-Kajetia donó a Garsevan Chavchavadze (Embajador de Georgia en Rusia), junto con Tsinandali, los pueblos de Zegaani, Napareuli y Muganlo. El príncipe Garsevan Chavchavadze construyó el primer edificio palaciego en Tsinandali en 1818, y en 1831 el segundo palacio para su hijo Alejandro. En 1829, se construyó la bomba de agua y se adquirieron 12 hectáreas de la zona boscosa, donde se realizó  en 1835 el gran parque-jardín por parte de decoradores europeos. En 1840, Alejandro Chavchavadze construyó una bodega. Su nombre está asociado con la introducción de nuevas viñas y de la puesta en marcha de innovaciones tecnológicas en la vinificación; el Tsinandali blanco seco, altamente considerado, todavía se produce allí. Por este período, la ciudad natal del poeta romántico se convirtió en un lugar de reunión para intelectuales georgianos y europeos.

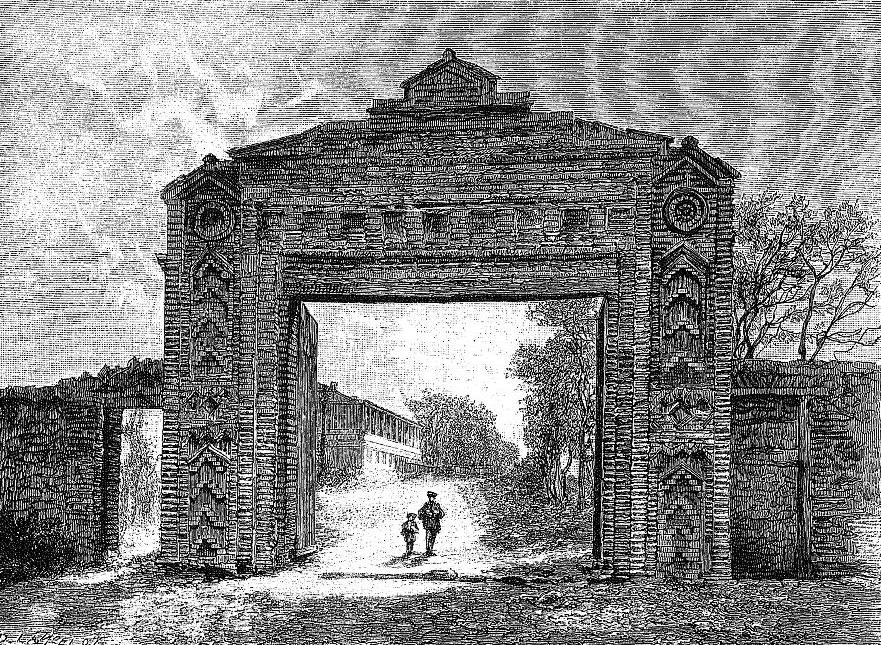
Dibujo de la entrada a la mansión del príncipe David Chavchavadze.

Después de la muerte de Alexander Chavchavadze en 1846, la tierra de Tsinandali fue heredada por su hijo David. En 1854, durante el ataque del líder musulmán Shamil a Tsinandali, el palacio y la biblioteca fueron destruidos junto con parte del parque. Familiares de Alejandro Chavchavadze fueron secuestrados. Este evento conmocionó no solo a Rusia, sino también a Occidente. El 22 de marzo de 1855, después de complicadas negociaciones, los rehenes fueron intercambiados por el hijo cautivo de Shamil, Jamal al-Din, y 40,000 rublos de plata como parte de un acuerdo que involucraba un intercambio general de prisioneros. Después David Chavchavadze restauró su propiedad y en 1886 la compró el departamento de las Casas Imperiales Rusas y comenzó la reconstrucción. La tierra fue gobernada por P. Bacauut, en este periodo se construyó el actual palacio. En 1886 - 1887, se construyó un nuevo suministro de agua y la fábrica de vino más grande del imperio ruso de ese período, de gran valor arquitectónico.
En 1946, el museo del poeta fue inaugurado por Giorgi Leonidze, académico de la Academia de Ciencias de Georgia, para celebrar el centenario de la muerte de Alexander Chavchavadze.